# 何学彬
何学彬（1963年—），四川眉山人，汉族，中华人民共和国政治人物、第十二届全国人民代表大会四川地区代表。
毕业于西南师范大学美术学院美术学专业。任中国文联书画艺术交流中心副主任，加入中国农工民主党。2013年，担任全国人大代表。2018年2月24日，当选为第十三届全国人大代表。